# Хоккей с мячом
Хоккей с мячом (также используются названия бенди, англ. big ice bandy, или русский хоккей) — зимняя спортивная командная игра, проводящаяся на ледяном поле с участием двух команд (по десять полевых игроков и одному вратарю в каждой). Все игроки для передвижения по льду используют коньки. Полевые игроки, используя клюшки, пытаются ими забить мяч в ворота другой команды. Ворота охраняют вратари, не использующие клюшек. Продолжительность игры — 2 тайма по 45 минут (в соревнованиях ДЮСШ по 25,30 и 35 минут — в зависимости от возраста); при неблагоприятных условиях по решению судьи — 3 тайма по 30 минут (если матч проводится под открытым небом). Победителем становится команда, которая за время игры сумела забросить больше мячей (забить голов) в ворота соперника. При ничейном счёте пробивается серия 12-метровых ударов, если соревнования не круговые.
Термин «хоккей с мячом» является официальным в России. В международной практике принято название «бенди». Изначально в России хоккей с мячом носил название «русский хоккей». В странах, где игры в хоккей с мячом носят организованный и регулярный характер, формируются соответствующие федерации или ассоциации, которые входят в Международную федерацию хоккея с мячом (Federation of International Bandy).
Хоккей с мячом официально признан Международным олимпийским комитетом в качестве зимнего вида спорта, однако в официальную программу зимних Олимпийских игр до настоящего времени не входит. В качестве показательной дисциплины хоккей с мячом был представлен на VI зимних Олимпийских играх в Осло в 1952 году. На VII зимних Азиатских играх 2011 года хоккей с мячом был включён в официальную программу. В декабре 2012 года в Алма-Ате впервые состоялся чемпионат Азии. Президент Федерации хоккея с мячом России (ФХМР) и Международной федерации бенди (FIB) Борис Скрынник в декабре 2011 года заявлял, что хоккей с мячом может быть включён в программу зимних Олимпийских игр 2018 года, однако по результатам заседания исполкома МОК 8 июня 2015 года этого не произошло. В 2019 году хоккей с мячом был включён в программу XXIX зимней Универсиады 2019.

## История хоккея с мячом
Спортивные игры, в которых мячом играли палками, возникли ещё в древности. На расположенной в египетском поселении Бени-Хасан пирамиде, постройка которой датируется примерно XX веком до нашей эры, изображены два человека с клюшками, которые они скрестили над круглым предметом (мячом или кольцом). Игры, в которых небольшой мячик гоняли палкой, были известны в Древней Японии («качи» и «дакиу»), Ацтекской империи («чеука»), Древней Греции, Древнем Риме.
Первые упоминая об играх на льду замёрзших водоёмов, в которых с помощью клюшек надо было поразить определённую цель, относятся к эпохе Средневековья. В X—XI веках встречаются первые упоминания о играх клюшками на льду в Древней Руси. В русских летописях рассказывается о ледовой забаве, в которой несколько человек палками гоняют какой-нибудь круглый предмет, как правило овощ. В разных регионах игру называли по-разному: «клюшкование», «клюшки на льду», «загон», «юла», «погоня», «шарение», «котёл» и другое. Поклонником хоккея с мячом являлся Пётр I, при котором играющими начались использоваться железные коньки, завезённые царём из Голландии. С IX века в исландских летописях встречается упоминание о «кнаттлейкере». На Британских островах появился целый ряд состязаний с клюшками и мячом — бенди у англичан, бендо у валлийцев, шинти у шотландцев и хёрлинг у ирландцев; летом игры проходили на траве, зимой — на льду. Ледовые игры с клюшками были популярны и в Нидерландах.
Хоккей с мячом, в современном понимании спортивной дисциплины, начинает формироваться в Великобритании в первой половине XIX века. В 1850—1870-е годы некоторые английские футбольные клубы («Шеффилд Юнайтед», «Ноттингем Форест» и др.) наряду с футболом культивировали и бенди. Постепенно возникают и отдельные бенди-клубы. В 1891 году в Великобритании создана Национальная ассоциация бенди (первое подобное объединение в мире), которая разработала официальные правила игры. Англичане в конце XIX — начале XX веков поспособствовали развитию хоккея с мячом в европейских странах — Швеции, Норвегии, Швейцарии и других. Английские специалисты, работавшие на промышленных предприятиях в России, организовывали футбольно-хоккейные кружки, которые оказали существенно влияние на формирование в России хоккея с мячом как спортивного вида. В 1888 году петербургский студент Пётр Москвин основал «Санкт-Петербургский кружок любителей спорта» (клуб «Спорт»), в 1897 году он же разработал первые в России правила для хоккея с мячом. 8 марта (20 марта по новому стилю) 1898 года в Санкт-Петербурге на Северном катке на Каменноостровском проспекте состоялся первый матч по хоккею с мячом по утверждённым правилам — этот день считают официальным днём рождения русского хоккея.
Венцом развития хоккея с мячом рубежа веков стал проведенный в швейцарском Давосе в 1913 году чемпионат Европы по хоккею с мячом. Однако начавшаяся Первая мировая война надолго остановила развитие этого вида спорта.
Вынужденный пятилетний перерыв, взаимная ненависть, распад целого ряда государств — все это привело к тому, что после мировой войны «английский» бенди, популярный в Европе, практически перестал существовать. В начале тысяча девятьсот двадцатых годов оставшиеся национальные федерации были либо распущены (как в 1924 году в Дании), либо приняли правила «канадского хоккея» (как в 1922 году в Венгрии). Лишь австрийцы продолжали регулярно играть в бенди, но и то только до конца двадцатых годов. Вопреки этой тенденции, на период между мировыми войнами пришёлся расцвет бенди в Прибалтике, когда в Эстонии и Латвии до середины тридцатых годов проводились регулярные чемпионаты. Лишь в Скандинавии (Швеция, Норвегия), в Финляндии и СССР бенди не прерывал свою историю. К середине XX века эти четыре страны оставались единственными, в которых этот вид спорта развивался и оставался популярным. Однако правила, применяемые, с одной стороны в Скандинавии, а с другой стороны в СССР, в определённой мере различались (основными различиями были размеры ворот, наличие бортиков и разрешение верховых передач). Эти различия сдерживали популяризацию бенди в других странах, несмотря на усилия всех четырёх стран: Норвегия, к примеру, в 1952 году настояла на включении в программу зимних Олимпийских игр в Осло бенди в качестве показательного вида спорта. В 1955 году стараниями всех четырёх стран правила бенди были унифицированы, после чего в том же году состоялась первая международная встреча по новым правилам между сборными СССР и Швеции. После создания Международной федерации хоккея с мячом с 1957 года регулярно проводятся чемпионаты мира. Согласованная работа четырёх стран, направленная на обеспечение стабильности и регулярности международных игр в бенди, дала свои результаты. В 1963 году бенди был возрождён в Голландии, в 1988 году — в Венгрии. Большим достижением Международной федерации хоккея с мячом стало проникновение бенди в стан «канадского хоккея»: с 1981 года проводятся регулярные игры в США, а с 1986 году — в Канаде. С распадом СССР в орбиту международного бенди втянулись Казахстан, Беларусь, Эстония, Латвия и Кыргызстан. Проникновение в Азию не исчерпалось только Казахстаном и Кыргызстаном, начиная с 2006 года в чемпионатах принимает участие сборная Монголии, а затем Японии и Китая. В Европе участниками чемпионатов в 2010-х годах стали сборные Германии, Чехии, Словакии, Великобритании и Швейцарии.
С 2004 года проводятся чемпионаты мира по хоккею с мячом среди женщин. В 2011 году хоккей с мячом был представлен на Зимних Азиатских играх, проходивших в Казахстане.
Также проводятся чемпионаты мира среди молодёжных команд, среди юношей до 19 лет и до 17 лет, а также среди девушек до 17 лет.
В 2019 году хоккей с мячом был включен в программу XXIX зимней Универсиады 2019.
В марте 2012 в шведском городе Уппсала впервые в истории хоккея с мячом открыт Зал славы шведского бенди.

## Правила игры
Хоккей с мячом как спортивная дисциплина появился в Великобритании — стране, известной как родоначальница футбола. Видимо, по этой причине уже первый свод правил, изданный в 1891 году британской Национальной ассоциацией бенди, испытал серьёзное влияние со стороны футбола. В свою очередь, хоккей с шайбой, появившийся во многом благодаря хоккею с мячом, унаследовал от него многие черты.
Наиболее любопытны те аспекты хоккея с мячом, в которых одни элементы схожи с футболом, а другие с хоккеем с шайбой. К примеру, размер поля для хоккея с мячом аналогичен футбольному, но залит льдом; игроки используют клюшки и гоняют этими клюшками маленький мячик; в качестве наказания игроков используется их удаление на определённое игровое время, но назначение наказания отражается демонстрацией игроку карточки соответствующего цвета (белой на 5 мин. и синей на 10 мин.); в составе каждой команды на поле выходит одиннадцать игроков, включая вратаря, но эти игроки могут заменяться практически в любой момент и неограниченное количество раз. Последние изменения правил коснулись возможности брать тайм-аут по ходу игры и невозможности замены игроков при назначении углового удара.
Всё же в хоккее с мячом больше черт, роднящих его именно с футболом. Это, в частности, стандартная продолжительность матча (два тайма по 45 минут), а когда требуется дополнительное время, то 2 тайма по 15 минут, но игра идёт как в хоккее с шайбой до первого забитого гола, развитая система стандартных положений (угловые, штрафные и свободные удары), положение «вне игры», запрет на игру руками для всех полевых игроков и запрет на игру руками вратаря за пределами штрафной площади.
Из-за больших размеров игрового поля хоккей с мячом отличается медлительностью и меньшей динамичностью, чем хоккей с шайбой. Относительно невысокий темп игры требует от обеих команд гораздо более детального тактического планирования и более сложных игровых комбинаций. Стычки между игроками минимальны, кроме того, в самой игре практически полностью отсутствует грубая силовая борьба, свойственная хоккею с шайбой.

## Хоккей с мячом в СССР и России
В 1922 г. состоялся первый чемпионат РСФСР.
В 1927 г. сформирована первая сборная РСФСР.
В 1928 г. прошёл первый чемпионат СССР, в котором участвовали сборные союзных республик, Москвы и Ленинграда.
В 1936 г. состоялся первый Чемпионат СССР среди клубных команд.
С 1937 г. проводились игры на Кубок СССР.
Единственный художественный фильм, где можно видеть изначальный «Русский хоккей» того времени — 22 игрока на большом поле — снятый в 1940 году фильм «Брат героя».
Развитие современного хоккея с мячом в России осуществляется под руководством Федерации хоккея с мячом России. В состав Федерации входит 47 республиканских, краевых и областных федераций и отделений хоккея с мячом.
Федерацией проводятся соревнования чемпионата России в высшей и первой лиге, розыгрыш Кубка России, а также чемпионаты среди женщин, ветеранов, юниоров и юношей, детские турниры на Призы клуба «Плетёный мяч», турниры по мини-хоккею (ринк-бенди), и целый ряд других соревнований.
В высшей и первой лигах чемпионата России играли[когда?] 63 команды из 26 субъектов федерации, представляющих 6 федеральных округов и одна зарубежная команда — «Акжайык» из казахстанского Уральска.
К 2017 году в хоккее с мячом в России разразился кризис — за 10 лет количество команд в чемпионате России сократилось с 22 до 12, средняя посещаемость матчей упала почти в три раза, ряд клубов чемпионата России конфликтует с руководством Федерации хоккея с мячом.

## Современный мировой хоккей с мячом
Показателем популярности хоккея с мячом в мире вполне можно считать то, что в проводящихся последнее время ежегодно чемпионатах мира, организатором которых выступает Международная федерация хоккея с мячом на протяжении ряда лет участвует по 17—18 команд из Европы, Северной Америки и Азии. Старейшими участниками этого турнира являются Россия (СССР), Швеция и Финляндия, принимавшие участие во всех чемпионатах, начиная с 1957 года. Со второго чемпионата участвует в турнирах и сборная Норвегии. С 1985 года регулярно направляют свою сборную на чемпионаты мира Соединённые Штаты Америки. С 1991 года в чемпионатах выступают сборные Нидерландов, Канады и Венгрии, с 1995 года — команда Казахстана, с 2001 года — Беларуси, с 2003 года — Эстонии, с 2006 года — Монголии, с 2007 года — Латвии, с 2012 года — Кыргызстана и Японии, с 2013 года — Украины, с 2014 года — Германии и Сомали, с 2015 года — Китая, с 2016 года — Чехии, с 2018 года — Словакии, с 2019 года — Великобритании и Швейцарии.
Результаты последних чемпионатов мира позволяют говорить о том, что в мировом хоккее с мячом сформирована своеобразная «табель о рангах». Сильнейшими сборными являются российская и шведская. При определённых обстоятельствах конкуренцию им может составить команда Финляндии, уже имеющая в своем активе титул чемпиона мира. Эти сборные, а также пятикратно завоёвывавшая «бронзу» сборная Казахстана и сборная Норвегии формируют «большую пятёрку» сильнейших команд мира. Право играть на чемпионате мира в состоящей из шести сборных престижной группе А последние несколько лет оспаривают друг у друга сборные Беларуси и США. Из оставшихся сборных сильнейшей считалась сборная Канады, но когда в 2007 году эта команда по финансовым причинам не смогла прибыть на чемпионат, её место и на чемпионате и в «табели о рангах» заняла молодая и амбициозная команда Латвии. Сборные Голландии, Венгрии, Эстонии и Монголии серьёзно противостоять другим командам пока не могут, но матчи, проводящиеся ими друг с другом, всегда очень принципиальны и интересны.
Кроме стран, сборные которых участвуют в чемпионатах мира, в Международной федерации хоккея с мячом представлены также Индия, Италия, Польша, Австралия, Ирландия, Сербия и Швейцария. В 2008 году членами федерации стали Литва, Армения и Аргентина, а в 2010 году — Англия и Китай, в 2012 году — Афганистан, в 2013 году — Германия, в 2014 году — Дания, в 2017 — Колумбия.
Также проводятся чемпионаты мира среди женщин, чемпионаты мира среди молодёжных команд, среди юношей до 19 лет и до 17 лет, а также среди девушек до 17 лет.
Кроме турниров национальных сборных, в хоккее с мячом также проводятся международные турниры среди клубных команд. Самым престижным из них является Кубок мира по хоккею с мячом, ежегодно проводимый в Швеции. До 2009 года проводился также Кубок европейских чемпионов. Проводится и целый ряд коммерческих турниров, самый известный из которых Кубок чемпионов (Champions Cup).